# Durchgriff (Elektrotechnik)
Der Durchgriff in der Elektrotechnik bezeichnet bei Elektronenröhren die Wirkung einer Anodenspannungsänderung auf den Anodenstrom. Er ist eine Größe der Dimension Zahl und wird in der Literatur in Prozent angegeben.
Der Durchgriff ist einer der drei Parameter in der Barkhausenschen Röhrenformel, die das Verhalten einer Elektronenröhre grundlegend beschreiben.
{\displaystyle D=-\left[{\frac {\partial U_{g}}{\partial U_{a}}}\right]_{I_{a}={\rm {konstant}}}\approx -\left[{\frac {\Delta U_{g}}{\Delta U_{a}}}\right]_{I_{a}={\rm {konstant}}}.}
Der Durchgriff beschreibt, um wie viel die Gitterspannung nachgestellt werden muss, damit sich eine Änderung der Anodenspannung nicht auf den Anodenstrom auswirkt. Der Durchgriff ist aus der Ausgangskennlinienschar konstruierbar. Die Änderungen der beiden Spannungen sind dabei als differentiell klein anzunehmen.
In der Praxis zeigt eine Röhre mit einem Steuergitter mit großer Wicklungssteigung einen größeren Durchgriff als eine mit engem, also mit wenig Steigung gewickeltem Gitter. Der Begriff des Durchgriffes ist für die Schaltungsanalyse überflüssig und wird, nicht zuletzt wegen seiner wenig anschaulichen Definition, vollkommen durch die Steilheit ersetzt.
Die Umrechnung zwischen Durchgriff und Steilheit erfolgt nach der oben genannten Formel, die fälschlicherweise Heinrich Barkhausen zugeschrieben wird. Dahinter verbirgt sich aber keine röhrenspezifische Beschreibung, sondern es handelt sich ganz allgemein um die Umrechnung des Steuerparameters einer gesteuerten Spannungsquelle in den Steuerparameter einer gesteuerten Stromquelle. Zwischen Durchgriff D und Steilheit S vermittelt der Innenwiderstand Ri, welcher ebenfalls als differentielle Größe aus dem Ausgangskennlinienfeld abzulesen ist.

## Einbindung in die allgemeine Beschreibung von Verstärkervierpolen
Der Durchgriff D ist als Steuerparameter für eine in Signalrichtung ausgangsseitig arbeitende gesteuerte Spannungsquelle anzunehmen. Genau genommen ist als Steuerparameter nicht der Durchgriff selbst zu verwenden, sondern sein reziproker Wert µ.
Vollkommen gleichbedeutend ist die oben erwähnte Steilheit S, welche genau dann als Steuerparameter zu verwenden ist, wenn ausgangsseitig eine gesteuerte Stromquelle angenommen wird. Prinzipiell ist es dem Schaltungsentwickler gleichgestellt, ob er ausgangsseitig eine gesteuerte Spannungsquelle oder eine gesteuerte Stromquelle einsetzt. Allgemein – und damit auch für Elektronenröhren – üblich ist heute die Verwendung einer gesteuerten Stromquelle am Ausgang des aktiven Vierpols.
Wichtig zu wissen ist, dass sämtliche differentiellen Größen (insbesondere Durchgriff, Steilheit und Innenwiderstand) nur für einen konkret gewählten Arbeitspunkt gelten. Bei Elektronenröhren wird ein solcher typischer Arbeitspunkt im Datenblatt angegeben, und alle dort aufgeführten differentiellen Größen beziehen sich auf genau diesen Arbeitspunkt sowie auf die angegebene Betriebsfrequenz.

## Unterscheidung von Durchgriff und Rückwirkung
Der Durchgriff D ist streng von der Spannungsrückwirkung Vr bzw. der Rückwärtssteilheit Sr zu unterscheiden, da der Durchgriff D nichts mit der Rückwirkung vom Signalausgang auf den Signaleingang zu tun hat. Der Durchgriff D ist lediglich eine andere Ausdrucksweise für die Steilheit S, wie oben beschrieben wurde.
Die Rückwärtssteilheit Sr hingegen beschreibt die Änderung des Eingangsstromes bei Änderung der Ausgangsspannung, wobei die Eingangsspannung konstant gehalten wird. Prinzipiell hat jedes aktive Bauteil, bei dem die Steuerelektrode einen Teil des Ausgangsstromes abgreift, eine solche Rückwirkung vom Ausgang auf den Eingang. Die Rückwärtssteilheit Sr lässt sich mittels des Eingangswiderstandes Re in die Spannungsrückwirkung Vr überführen.
Bei Elektronenröhren kann Sr = 0 gesetzt werden, sofern man einen Arbeitspunkt wählt, bei dem praktisch kein messbarer Gittergleichstrom mehr fließt. Liegt jedoch die Gittervorspannung nahe 0 V, dann wird der Gitterstrom messbar und damit auch die Rückwärtssteilheit Sr.
In der Beschreibung der Bipolartransistoren sind für die Spannungsrückwirkung die Formelzeichen Vr und leider auch D gebräuchlich. Es handelt sich dabei aber nicht um den Durchgriff. Die Spannungsrückwirkung Vr ist, ebenso wie die Rückwärtssteilheit Sr, ein direktes Maß für die Rückwirkung eines Signals vom Ausgang der Schaltung auf den Eingang. Sr und Vr können auch bei Elektronenröhren bestimmt werden durch Aufzeichnen der vollständigen Eingangskennlinienschar, sofern ein Gitterstrom messbar ist. Andernfalls sind diese Größen nicht vorhanden. 
Eine weitere Verwechslungsmöglichkeit besteht im Vorhandensein der Kapazitäten zwischen den Elektroden. Die Größen Durchgriff, Steilheit, Spannungsrückwirkung und Rückwärtssteilheit haben überhaupt nichts mit den Kapazitäten zu tun, obwohl sie bei höheren Frequenzen ebenfalls komplex werden. Diese differentiellen Größen stellen im Kleinsignal-Ersatzschaltbild genau zwei gesteuerte Quellen dar, während die Kapazitäten zusätzlich zu den Quellen als passive Bauteile vorhanden sind.